# Робинсон, Мэтт (футболист, 1907)
Мэ́ттью Ро́бинсон (англ. Matthew Robinson; 21 апреля 1907 — август 1987) — английский футболист, нападающий.

## Футбольная карьера
Уроженец Феллинга, историческое графство Дарем, Мэттью начал профессиональную футбольную карьеру в валлийском клубе «Кардифф Сити», дебютировав за него в матче Первого дивизиона Футбольной лиги Англии в сезоне 1928/29. По итогам сезона «Кардифф» занял последнее место в Первом дивизионе и выбыл во Второй дивизион. Робинсон провёл в команде три сезона, сыграв в общей сложности 20 матчей и забив 2 мяча.
В сентябре 1931 года перешёл в «Манчестер Юнайтед», изначально на условиях месячного «просмотра», но затем подписал с клубом постоянный контракт. 29 сентября 1931 года дебютировал в основном составе в матче Второго дивизиона против «Честерфилда». Всего в сезоне 1931/32 провёл за команду 10 матчей (все — в рамках чемпионата). В «Юнайтед» играл на позиции крайнего левого нападающего, что «не было его обычной позицией» на футбольном поле.
В марте 1932 года покинул «Юнайтед», став игроком клуба «Честер», новичка Футбольной лиги Англии. За оставшиеся два месяца сезона 1931/32 провёл за команду 6 матчей и забил 1 мяч в Третьем северном дивизионе. По окончании сезона перешёл в другой клуб Третьего северного дивизиона, «Барроу», где стал игроком основного состава и выступал на протяжении последующих шести сезонов.

## Статистика выступлений
| Клуб              | Сезон            | Лига | Лига | Кубок | Кубок | Итого | Итого |
| Клуб              | Сезон            | Игры | Голы | Игры  | Голы  | Игры  | Голы  |
| ----------------- | ---------------- | ---- | ---- | ----- | ----- | ----- | ----- |
| Кардифф Сити      | 1928/29          | 1    | 0    | 0     | 0     | 1     | 0     |
| Кардифф Сити      | 1929/30          | 15   | 2    | 0     | 2     | 17    | 2     |
| Кардифф Сити      | 1930/31          | 2    | 0    | 0     | 0     | 2     | 0     |
| Кардифф Сити      | Итого            | 18   | 2    | 2     | 0     | 20    | 2     |
| Манчестер Юнайтед | 1931/32          | 10   | 0    | 0     | 0     | 10    | 0     |
| Манчестер Юнайтед | Итого            | 10   | 0    | 0     | 0     | 10    | 0     |
| Честер            | 1931/32          | 6    | 1    | 0     | 0     | 6     | 1     |
| Честер            | Итого            | 6    | 1    | 0     | 0     | 6     | 1     |
| Барроу            | 1932/33          | 40   | 7    | 1     | 0     | 41    | 7     |
| Барроу            | 1933/34          | 40   | 25   | 2     | 0     | 42    | 25    |
| Барроу            | 1934/35          | 40   | 11   | 2     | 2     | 42    | 13    |
| Барроу            | 1935/36          | 42   | 3    | 2     | 1     | 44    | 4     |
| Барроу            | 1936/37          | 33   | 0    | 1     | 0     | 34    | 0     |
| Барроу            | 1937/38          | 31   | 6    | 1     | 0     | 32    | 6     |
| Барроу            | Итого            | 226  | 52   | 9     | 3     | 235   | 55    |
| Всего за карьеру  | Всего за карьеру | 260  | 55   | 11    | 3     | 271   | 58    |